# Binjai Wangi
Binjai Wangi is een bestuurslaag in het regentschap Tanggamus van de provincie Lampung, Indonesië. Binjai Wangi telt 450 inwoners (volkstelling 2010).